# Номер ООН
Номер ООН, Номер UN или UN-идентификатор — четырёхзначное число, позволяющее определить опасность вещества или изделия (такого, например, как взрывчатое вещество, легковоспламеняющаяся жидкость, ядовитое вещество и др.) в международных перевозках. Некоторые опасные вещества имеют свои номера ООН (например, акриламид имеет номер UN2074), а иногда группы химических веществ или изделий с аналогичными свойствами получают общий номер. Химическое вещество в твёрдом состоянии может получить один ООН-номер, а в жидком — другой, если его опасные свойства существенно различаются в твёрдом и жидком состояниях; вещества с различными уровнями чистоты (или концентрациями в растворе) также могут получать разные номера ООН.

## Классифицирование
ООН-номера в диапазоне от UN0001 до UN3500 назначаются экспертами Комитета Организации Объединенных Наций по перевозке опасных грузов. Они публикуются в этом качестве в части Рекомендации по перевозке опасных грузов, также известной как «Оранжевая книга». Эти рекомендации принимаются нормативными организациями, ответственными за различные виды транспорта.